# 樟岚站
樟岚站（福州話：/t͡suoŋ˥˥ naŋ˥˧/）位于中华人民共和国福建省福州市仓山区 福州联络线芦岐村附近，为福州地铁6号线的地铁车站，于2022年8月28日启用。

## 车站结构
樟岚站为地下二层岛式车站，车站长度343米，站后连接梁厝及樟岚停车场。
| 地面层   | 出入口                               |  | 出入口               |
| 地下一层 | 站厅                                 |  | 票务服务、自动售票机 |
| 地下二层 | 1                                    |  | 6号线 往潘墩（林浦） |
| 地下二层 | 岛式站台，列车运行方向左侧的车门开启 |  |                      |
| 地下二层 | 2                                    |  | 6号线 往万寿（梁厝） |

### 出入口与周边
樟岚站目前开放2个出入口，其中无障碍电梯位于C出入口、卫生间位于暂未启用的B出入口。
| 樟岚站出入口信息            | 樟岚站出入口信息 | 樟岚站出入口信息 | 樟岚站出入口信息 |
| --------------------------- | ---------------- | ---------------- | ---------------- |
|                             |                  |                  |                  |
| 编号                        | 设施             | 位置             | 接驳交通         |
| 出口 · A                    |                  | 车站西北角       |                  |
| 出口 · C                    |                  | 车站东南角       |                  |
| 注： 设有电梯 \| 设有卫生间 |                  |                  |                  |

## 历史
- 2015年12月31日，国家发展改革委通过《关于上报<福州市城市快速轨道交通建设规划（2014～2020年）>的请示》，其中设置芦岐站[3]。
- 2022年8月26日，樟岚站首次对外开放试乘[4]。
- 2022年8月28日，樟岚站启用[5]。